# Oleh Protasov
Oleh Valerijovyč Protasov, ukrajinsky Олег Валерійович Протасов, v časech své hráčské kariéry známý pod ruskou verzí svého jména Oleg Protasov (* 4. únor 1964, Dněpropetrovsk) je bývalý sovětský fotbalista ukrajinské národnosti a ukrajinský fotbalista. Hrával na pozici útočníka.
Se sovětskou fotbalovou reprezentací vybojoval stříbrnou medaili na mistrovství Evropy roku 1988. Patřil k hlavním strůjcům sovětského úspěchu, na turnaji dal dva góly. Hrál i na světovém šampionátu roku 1986 a 1990. Sovětský svaz reprezentoval v 68 zápasech, v nichž vstřelil 29 branek, což ho řadí na druhou příčku v historické tabulce sovětských reprezentačních střelců. Roku 1994 též jednou reprezentoval samostatnou Ukrajinu.
Dvakrát se stal mistrem SSSR, jednou s Dněprem Dněpropetrovsk (1983), jednou s Dynamem Kyjev (1990). Třikrát byl nejlepším střelcem sovětské ligy (1985, 1987, 1990), je osmým nejlepším střelcem celé její historie. S Olympiakosem Pireus dvakrát vyhrál řecký pohár (1990, 1992).
Roku 1987 byl vyhlášen nejlepším fotbalistou Sovětského svazu. V anketě Zlatý míč, která hledala nejlepšího fotbalistu Evropy, skončil v roce 1985 sedmý. Roku 1986 skončil druhý ve Zlaté kopačce.
Po skončení hráčské kariéry se stal trenérem.